# Той, хто біжить по лезу 2049
«Той, хто біжить по лезу 2049» (англ. Blade Runner 2049) — американський нео-нуарний науково-фантастичний трилер режисера Дені Вільнева та сценаристів Гемптона Фенчера і Майкла Гріна, який є продовженням фільму Рідлі Скотта «Той, хто біжить по лезу» (1982). Прем'єра стрічки в Україні відбулася 5 жовтня 2017 року. На 18 вересня 2018 року фільм займав 221-у позицію у списку "250 найкращих фільмів за версією IMDb.

## Сюжет
У 2049 році репліканти (біоінженерні люди) є слугами і рабами у суспільстві. Офіцер Ка — реплікант типу Nexus-9 (Раян Гослінг), працює на департамент поліції Лос-Анджелеса як «Той, хто біжить по лезу» — він вистежує подібних до нього реплікантів-одинаків. Живе зі своєю віртуальною голографічною подругою Джої, що є продуктом штучного інтелекту корпорації «Волес».
Розслідування бунту реплікантів приводить Ка на ферму, де він убиває Сапера Мортона — репліканта типу Nexus-8 (Дейв Батиста) і знаходить закопану скриню. Судмедекспертиза показує, що в ній лежать рештки жінки-репліканта типу Nexus-7, яка померла в результаті ускладнень, викликаних екстреним кесаревим розтином.
Лейтенант Джоші віддає наказ Ка знищити всі дані про дитину, а також знайти саму дитину, оскільки побоюється, що знання про здатність реплікантів народжувати (раніше це вважалось неможливим) може призвести до справжньої війни.
Ка відвідує штаб-квартиру корпорації «Волес». Він вивчає дані, пов'язані з реплікантом, яка народила дитину. Її ім'я Рейчел, вона свого часу потрапила в поле зору поліції, а її справу вів «колишній, хто біг по лезу», Рік Декард. Ка досліджує зв'язок Ріка Декарда й Рейчел. Дитину також шукає й голова корпорації з виробництва реплікантів Ніандер Волес. Він хоче відкрити таємницю природного народження, щоб підтримати міжзоряну колонізацію. Із цією метою він посилає свого виконавця, репліканта Лав. Вона викрадає рештки Рейчел зі штаб-квартири департаменту поліції й починає стеження за Ка.
Повертаючись на ферму Мортона, Ка знаходить дату смерті Рейчел, вирізану на стовбурі сухого дерева, біля підніжжя якого було знайдено скриню. Ця дата відповідає його дитячому спогаду — про іграшкового дерев'яного коника, з вирізаною на ньому такою ж датою. Джої наполягає: цей збіг свідчить про те, що Kа народився, а не створений як реплікант, який має лише імплантовані спогади. При пошуку записів того року він виявляє аномалію: саме того дня народилися двійнята — хлопчик і дівчинка, з однаковою ДНК (при тому, що в різностатевих людей за визначенням не може бути однакової ДНК). Судячи із записів, дівчинка загинула, а хлопчика віддали до притулку. Kа визначає дитячий притулок зі своїх спогадів, і за ними ж він знаходить у схованці притулку дерев'яного коника.
Розшукуючи дитину, Kа спілкується з талановитим дизайнером ілюзій Аною Стеллін, яка впроваджує у свідомість реплікантів штучні спогади, наявність яких робить реплікантів стабільними. Стеллін аналізує спогади Ка й каже, що вони справжні. Kа приходить до висновку, що він і є та сама дитина.
Kа проводить експертизу матеріалу, з якого виготовлена іграшка. З'ясовується, що коника виготовили десь біля Лас-Вегаса, який свого часу зазнав бомбардування. Kа приїжджає до зараженого міста і в будівлі закинутого казино виявляє постарілого Декарда (Гаррісон Форд), який зник 30 років тому.  «Колишній, хто біг по лезу» спочатку не хоче розмовляти з поліцейським, намагається його вбити, але потім вони п'ють віскі й говорять про минуле. Декард каже, що він додав фальшивий запис про народження аби замести сліди, і був змушений залишити вагітну Рейчел з рухом за свободу реплікантів, щоб захистити її. Будівлю казино атакує загін, очолюваний Лав. Вона б'є Kа й викрадає Декарда, після цього до Лас-Вегаса прилітає загін підпільників-реплікантів і вивозить Kа з міста. Їх очільниця повідомляє Ка, що дитина Рейчел насправді була дівчинкою. І Kа здогадується, що дитина Декарда — Ана Стеллін, а його спогади ― це її спогади (оскільки вона чи не єдина здатна створювати спогади й імплантувати їх). 
Волес намагається витягнути з Декарда інформацію про дитину Рейчел, але той мовчить. Подальші допити Волес доручає вести Лав, яка летить разом із полоненим на свою базу. По дорозі їх перехоплює Ка. На березі океану відбувається вирішальна сутичка між Лав і Kа, у якій поліцейський виходить переможцем. У кінці фільму Kа відвозить Декарда до його доньки — Ани Стеллін.

## У ролях
- Раян Гослінг — офіцер ДПЛА Ка (К) / Джо
- Гаррісон Форд — Рік Декард[en]
- Ана де Армас — Джої
- Сильвія Гукс — Лав
- Робін Райт — лейтенант ДПЛА Джоші
- Ленні Джеймс — Містер Коттон
- Дейв Батіста — Сапер Мортон
- Джаред Лето — Ніандер Воллес
- Маккензі Девіс — Марієтта
- Бархад Абді — Док Беджер
- Девід Дастмалчян — Коко
- Вуд Гарріс — Нандес

## Виробництво
Зйомки фільму почались у липні 2016 року. Знімальний процес завершився у листопаді 2016 року в Угорщині.

## Музика
Під час зйомок автором музики до фільму оголошували Йоганна Йоганнссона, який до цього вже співпрацював з Вільневом над попередніми стрічками Полонянки, Сікаріо і Прибуття. В липні 2017 року долучились Ганс Ціммер і Бенджамін Воллфіш. Але у вересні через не названі обставини Йоганнссон вибув з фільму.
Автори музики Ганс Ціммер і Бенджамін Воллфіш, якщо не зазначено інше.
| #   | Назва                                                                    | Тривалість |
| --- | ------------------------------------------------------------------------ | ---------- |
| 1.  | «2049»                                                                   | 3:37       |
| 2.  | «Sapper's Tree»                                                          | 1:36       |
| 3.  | «Flight to LAPD»                                                         | 1:47       |
| 4.  | «Summer Wind» (виконана Френком Сінатра)                                 | 2:54       |
| 5.  | «Rain»                                                                   | 2:26       |
| 6.  | «Wallace»                                                                | 5:23       |
| 7.  | «Memory»                                                                 | 2:32       |
| 8.  | «Mesa»                                                                   | 3:10       |
| 9.  | «Orphanage»                                                              | 1:13       |
| 10. | «Furnace»                                                                | 3:41       |
| 11. | «Someone Lived This»                                                     | 3:13       |
| 12. | «Joi»                                                                    | 3:51       |
| 13. | «Pilot»                                                                  | 2:17       |
| 14. | «Suspicious Minds» (виконана Елвісом Преслі)                             | 4:22       |
| 15. | «Can't Help Falling in Love» (виконана Елвісом Преслі і the Jordanaires) | 3:02       |
| 16. | «One for My Baby (and One More for the Road)» (виконана Френком Сінатра) | 4:24       |
| 17. | «Hijack»                                                                 | 5:32       |
| 18. | «That's Why We Believe»                                                  | 3:36       |
| 19. | «Her Eyes Were Green»                                                    | 6:17       |
| 20. | «Sea Wall»                                                               | 9:52       |
| 21. | «All the Best Memories Are Hers»                                         | 3:22       |
| 22. | «Tears In the Rain» (оригінал Вангеліса)                                 | 2:10       |
| 23. | «Blade Runner»                                                           | 10:05      |
| 24. | «Almost Human» (виконана Лорен Дейґл)                                    | 3:22       |

## Критика
Фільм отримав загальне визнання. На агрегаторі рецензій Rotten Tomatoes фільм має рейтинг 87 % (на основі 350 відгуків) і середню оцінку 8,2/10. На Metacritic стрічка має середній бал 81 зі 100 (на основі 54 рецензій).

## Нагороди та номінації
| Список нагород та номінацій «Той, хто біжить по лезу 2049» | Список нагород та номінацій «Той, хто біжить по лезу 2049» | Список нагород та номінацій «Той, хто біжить по лезу 2049» | Список нагород та номінацій «Той, хто біжить по лезу 2049»   | Список нагород та номінацій «Той, хто біжить по лезу 2049» | Список нагород та номінацій «Той, хто біжить по лезу 2049» |
| Кінофестиваль/Кінопремія                                   | Рік                                                        | Категорія                                                  | Номінант(и)                                                  | Результат                                                  | Дж                                                         |
| ---------------------------------------------------------- | ---------------------------------------------------------- | ---------------------------------------------------------- | ------------------------------------------------------------ | ---------------------------------------------------------- | ---------------------------------------------------------- |
| Премія BAFTA                                               | 18.02.2018                                                 | Найкраща режисерська робота                                | Дені Вільнев                                                 | Номінація                                                  |                                                            |
| Премія BAFTA                                               | 18.02.2018                                                 | Найкраща операторська робота                               | Роджер Дікінс                                                | Перемога                                                   |                                                            |
| Премія BAFTA                                               | 18.02.2018                                                 | Найкраща музика                                            | Ганс Ціммер і Бенджамін Воллфіш                              | Номінація                                                  |                                                            |
| Премія BAFTA                                               | 18.02.2018                                                 | Найкращий звук                                             | Рон Бартлетт, Тео Ґрін, Даґ Гемфілл, Марк Манджіні і Мак Рут | Номінація                                                  |                                                            |
| Премія BAFTA                                               | 18.02.2018                                                 | Найкраща робота художника-постановника                     | Денніс Ґасснер і Алессандра Керцола                          | Номінація                                                  |                                                            |
| Премія BAFTA                                               | 18.02.2018                                                 | Найкращі візуальні ефекти                                  | Річард Р. Гувер, Пол Ламберт, Ґерд Нефзер і Джон Нельсон     | Перемога                                                   |                                                            |
| Премія BAFTA                                               | 18.02.2018                                                 | Найкращий грим і зачіски                                   | Дональд Мовот і Керрі Ворн                                   | Номінація                                                  |                                                            |
| Премія BAFTA                                               | 18.02.2018                                                 | Найкращий монтаж                                           | Джо Вокер                                                    | Номінація                                                  |                                                            |
| Премія «Оскар»                                             | 4.03.2018                                                  | Найкраща операторська робота                               | Роджер Дікінс                                                | Перемога                                                   | [ 6 ]                                                      |
| Премія «Оскар»                                             | 4.03.2018                                                  | Найкраща робота художника-постановника                     | Денніс Ґасснер (постановник), Алессандра Керцола (декоратор) | Номінація                                                  | [ 7 ]                                                      |
| Премія «Оскар»                                             | 4.03.2018                                                  | Найкращий звук                                             | Рон Бартлетт, Даґ Гемфілл і Мак Рут                          | Номінація                                                  | [ 7 ]                                                      |
| Премія «Оскар»                                             | 4.03.2018                                                  | Найкращий звуковий монтаж                                  | Марк Манджіні і Тео Грін                                     | Номінація                                                  | [ 7 ]                                                      |
| Премія «Оскар»                                             | 4.03.2018                                                  | Найкращі візуальні ефекти                                  | Джон Нельсон, Ґерд Нефзер, Пол Ламберт і Річард Р. Гувер     | Перемога                                                   | [ 6 ]                                                      |